# Reinigungskraft

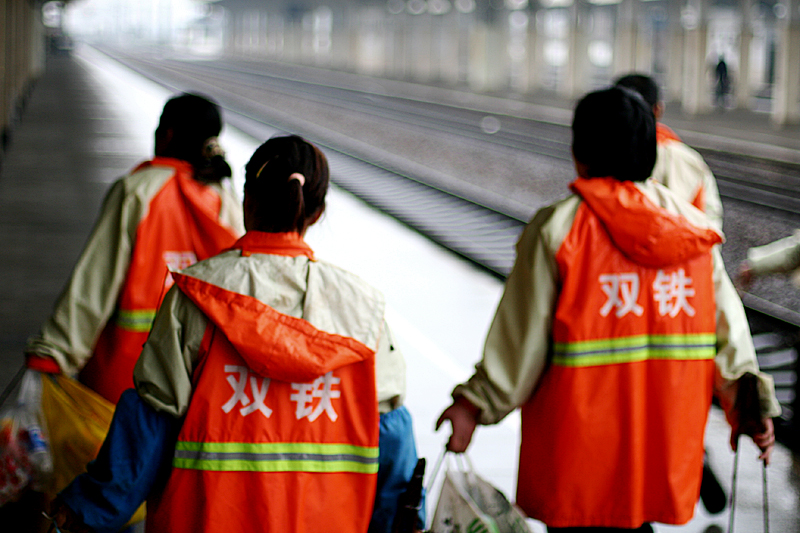
Reinigungskräfte an einem chinesischen Bahnsteig

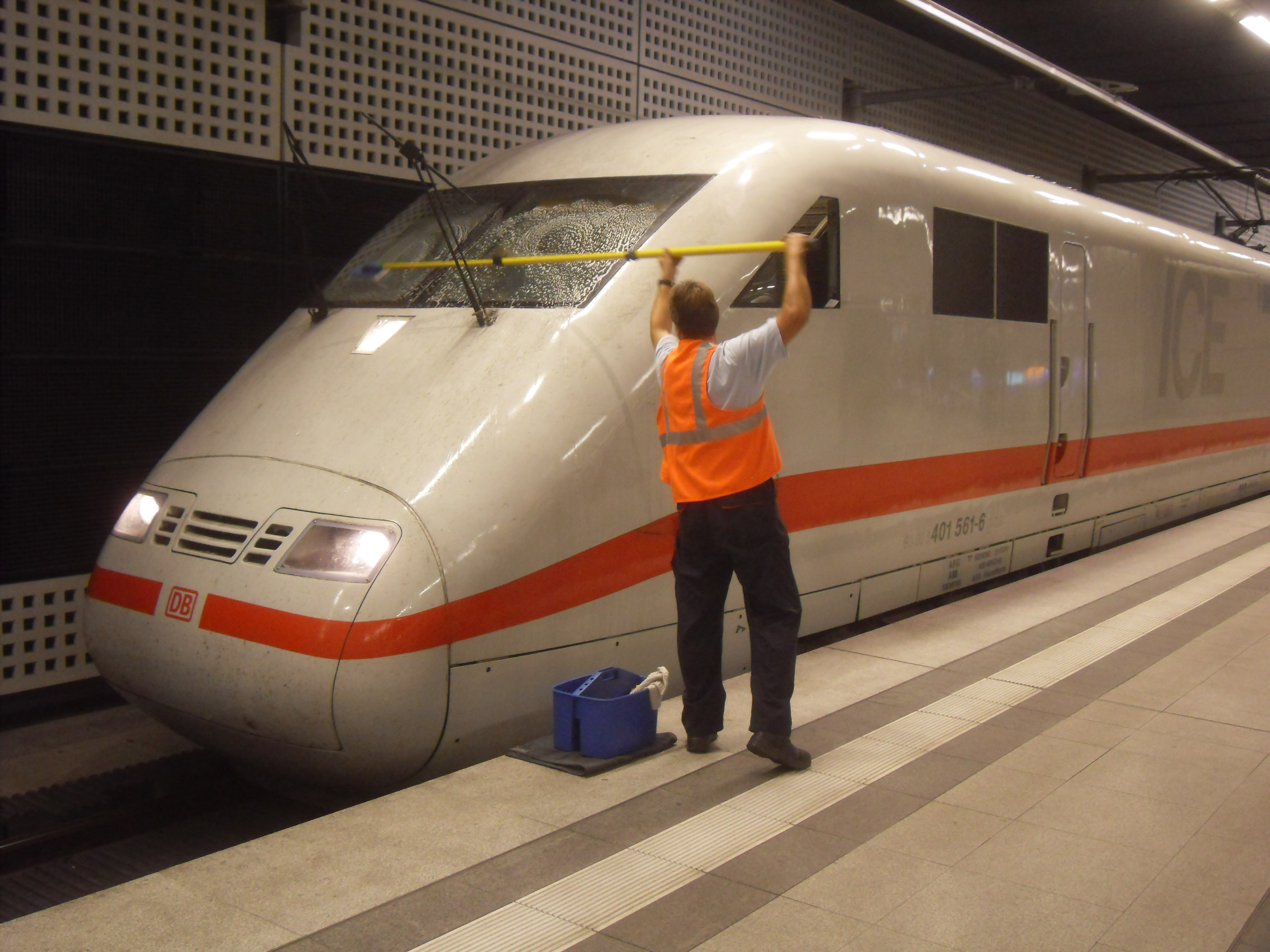
Zugreiniger in Berlin

Eine Reinigungskraft (auch Raumpfleger, Reinigung, Putzhilfe, Putzmann, Putzfrau oder Gebäudereinigungskraft) ist eine Person, die gegen Entgelt Reinigungsarbeiten durchführt.

## Geschichte
Während in früheren Jahrhunderten nur wohlhabende bürgerliche oder adlige Familien Dienstmädchen beschäftigten, die unter anderem auch im „herrschaftlichen“ Haushalt putzten, können heute im privaten Bereich, besonders bei beruflich stark belasteten Haushalten, Reinigungskräfte zum Einsatz kommen. Während Reinigungskräfte im gewerblichen Bereich bei Reinigungsfirmen sozialversicherungspflichtig und nach dem Branchenmindestlohn für die Gebäudereinigung beschäftigt werden, wird die Arbeit in Haushalten meist nur als Nebentätigkeit und stundenweise ausgeübt. Die Arbeit als Reinigungskraft im Haushalt wird oft ohne Steuerkarte oder Versicherungsschutz (siehe auch Hauspersonal, Schwarzarbeit) ausgeübt. Eine Umfrage in Deutschland im Jahre 2015 ergab, dass lediglich 36 Prozent der Befragten ihre Reinigungskraft angemeldet haben. Die Dunkelziffer der schwarzarbeitenden Haushaltshilfen lag zu dieser Zeit bei etwa vier Millionen Menschen.
Inzwischen hat auch im Bereich der Reinigungskräfte die Digitalisierung Einzug gehalten. Während vor einigen Jahren private Reinigungskräfte noch über persönliche Empfehlung oder Zeitungsannoncen gefunden worden sind, läuft dies heute zunehmend online ab. In Deutschland sind seit einigen Jahren verschiedene Plattformen auf dem Markt, die Reinigungskräfte vermitteln. Die Reinigungskräfte arbeiten hier fast immer als Selbständige mit Gewerbeschein. Diese Handhabung stößt jedoch auch auf Kritik. So müssen die Reinigungskräfte, welche über diese Plattformen ihre Reinigungsarbeit anbieten, von ihrem Stundenlohn alle Sozialabgaben und Krankenversicherungsbeiträge leisten. Hier wird zunehmend soziale Verantwortung durch die Reinigungskraftvermittler gefordert.
Die Tätigkeit einer Reinigungskraft umfasst einfache Arbeiten in der Gebäudereinigung, die keiner speziellen Ausbildung bedürfen, wie zum Beispiel das Staubsaugen, die Bodenreinigung im Nasswischverfahren, das Staubwischen, die Reinigung der WC- und Küchenbereiche sowie das Leeren der Mülleimer. Hinzu kommt die Glas- und Fensterreinigung im Bereich der privaten Beschäftigung. „Reinigungskolonnen“ reinigen große Gebäude wie Behörden, Schulen, Flughäfen und Bahnhöfe.
In Deutschland hatten 2022 sechs von zehn Beschäftigten in Reinigungsberufen einen Migrationshintergrund. Das ist der höchste Anteil aller Branchen.

## Gebäudereiniger
Reinigungskraft bezeichnet für gewöhnlich Personen, die keine staatlich anerkannte Ausbildung in der Gebäudereinigung besitzen. Eine dreijährige Ausbildung bei einem Gebäudereinigungsunternehmen mit einem Gebäudereinigermeister führt zum Beruf des Gebäudereinigers.

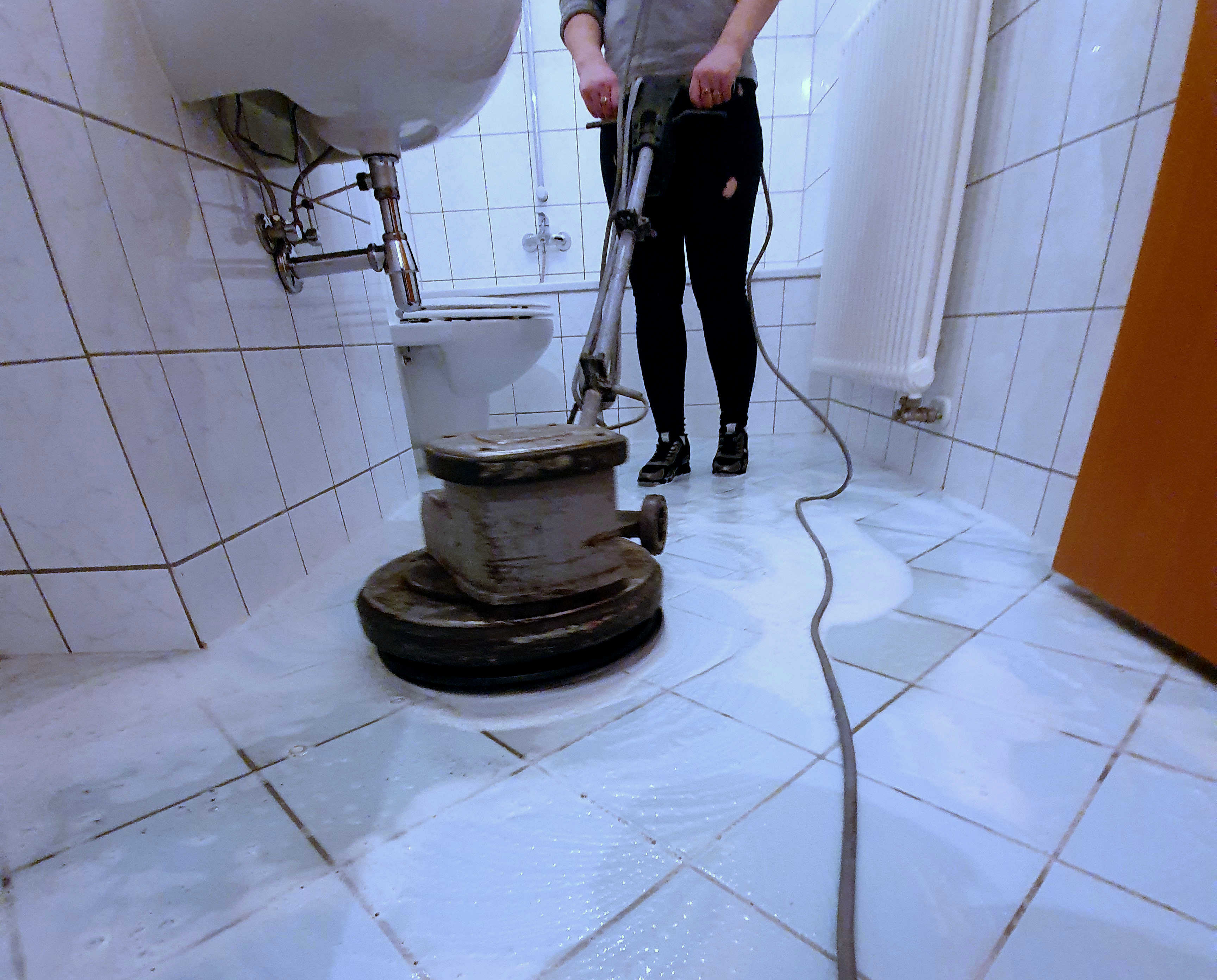
Eine Reinigungskraft reinigt mit einer Einscheibenmaschine einen Fliesenboden in einem Sanitärbereich

## Gesellschaftliche Rolle
Eine Studie der britischen New Economics Foundation stellte das Berufsbild der Reinigungskraft im OP-Saal 2009 als einen der volkswirtschaftlich gewinnbringendsten Berufe dar. Demnach produziere ihr Einkommen durchschnittlich ein Vielfaches an Einkommen und Wohlfahrt durch ihren Beitrag zur öffentlichen Gesundheit.

### Sachbücher und Romane
- Florence Aubenas: Putze. Mein Leben im Dreck. Pendo-Verlag, Zürich 2010, ISBN 978-3-86612-282-6.
- Milena Moser: Die Putzfraueninsel. Roman. Krösus, Zürich 1991; Blanvalet, München 2004, ISBN 3-442-36128-1.
- Justyna Polanska: Unter deutschen Betten. Eine polnische Putzfrau packt aus. Droemer Knaur Taschenbücher, München 2011, ISBN 978-3-426-78397-9.
- Justyna Polanska: Nicht ganz sauber. Eine polnische Putzfrau räumt auf. Droemer Knaur TB, München 2012, ISBN 978-3-426-78544-7.

### Forschung
- Käthe von Bose: Klinisch rein: Zum Verhältnis von Sauberkeit, Macht und Arbeit im Krankenhaus. transcript Verlag, 2017, ISBN 978-3-8394-3811-4.
- Jana Costas: Im Minus-Bereich. Reinigungskräfte und ihr Kampf um Würde. Übersetzung Richard Barth, Michael Müller, Stephan Gebauer. edition suhrkamp 2792, Suhrkamp, Berlin 2023, ISBN 3-518-12792-6.